# 噬中齿鱼属
噬中齿鱼属（学名：Piranhamesodon）是侏罗纪晚期（约1.52亿年前）的一属硬齿鱼类。它在德国巴伐利亚州的索伦霍芬组的Plattenkalk矿床中被发现。它以尖利的锯齿状牙齿而闻名，这让人联想到了食人鱼，这是一种非常不寻常的特征，因为硬齿鱼目中的大多数物种都以贝壳类动物为食，它们的牙齿扁平而破碎。它也是已知具有这种特征的最古老的硬骨鱼。这种不寻常的组合也反映在它的属名上，其由食人鱼和常见的硬齿鱼目属级分类群后缀Mesodon组合而来。在同一地区发现的其他鱼类的化石上可能有着由这类鱼造成的撕裂的鳍状物。

## 下属物种
本属包括以下物种：
- 片鳍噬中齿鱼 Piranhamesodon pinnatomus Kölbl-Ebert et al., 2018